# Pashupati
Pashupati (Sanskrit पशुपति paśupati m. „Herr des Viehs“) ist eine Form des hinduistischen Gottes Shiva, die schon in vedischer Zeit verehrt wurde.

## Wesen
Im Veda ist Pashupati ein Name von Rudra und wird später, wie Rudra auch, als Form von Shiva aufgefasst. Im Atharvaveda wird er als Beschützer von Kühen, Pferden, Menschen, Ziegen und Schafen angerufen und in der Atharvashiras Upanishad als Prinzip aller Dinge verherrlicht.
Pashupati ist der Nationalgott von Nepal. Er wird im Pashupatinath verehrt, einer Tempelanlage in Deopata bei Kathmandu in Nepal, wo sein Kult seit dem 8. Jahrhundert bezeugt ist. Während des Fests Shivaratri erscheint der nepalesische König mit seinem Gefolge im Tempel und verehrt den Pashupati.
Nach dem Gotte benennt sich die shivaistische Asketensekte der Pashupatas. Diese deutet das Wort pashu »Vieh« auch als »Seele«, weshalb der Gottesname als »Herr des Lebens« u. ä. umgedeutet wird, gleichsam wie Pashupati die Seele von ihren Fesseln befreit, wie das am Pfahl angebundene Vieh.

## Ursprünge

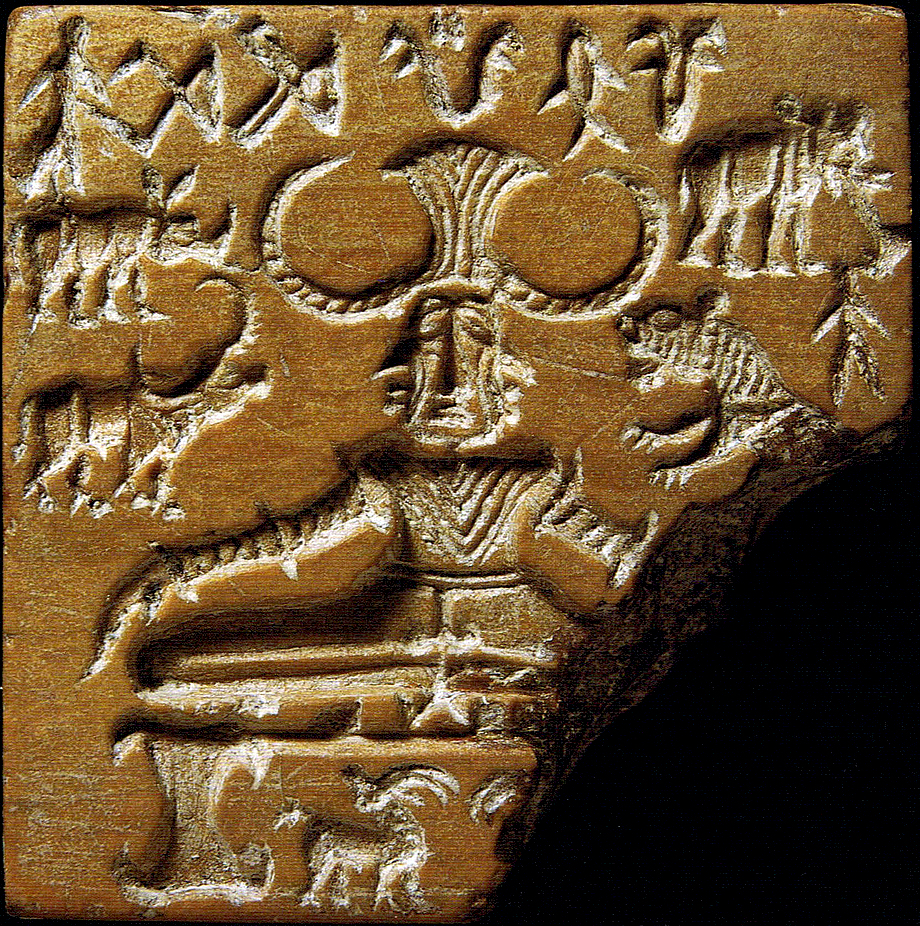
Mohenjo-Daro Siegel 420, 3. Jt.v.Chr.

Ein Siegel der Indus-Kultur aus der archäologischen Stätte Mohenjo-Daro zeigt eine sitzende, von Tieren umgebene Figur, die vom Ausgräber John Marshall als Proto-Shiva gedeutet wurde, wobei die Tiere an Pashupati, dem »Herrn der Tiere« gemahnen. Diese Interpretation wird heute nicht mehr aufrechterhalten, unter anderem auch, weil Pashupati der Beschützer der Haustiere ist, während auf dem Siegel Wildtiere – Büffel, Elefant, Nashorn, Tiger und Antilope – abgebildet sind.